# 洛尔卡
洛尔卡（西班牙語： 西班牙語發音：[ˈloɾka]）是西班牙东南部穆尔西亚自治区的市镇，距穆尔西亚市58（36英里），2010年有人口478,956人。洛尔卡占地面积1,675.21 km2（646.80 sq mi），是西班牙面积最广的城市。当地坐落有洛尔卡城堡。中世纪时期，洛尔卡是西班牙收复失地运动的前线城镇。
2011年5月11日当地发生了里氏5.1级的地震。由于震源深度浅，洛尔卡地震的破坏力较同量级地震更大。經確認後總計有9人罹難，報導中約有幾十人受傷。
当地的足球俱乐部洛尔卡足球俱乐部曾在2015年被中国足坛著名教练徐根宝收购。

## 区划
洛尔卡分为以下几个区：
- Alfonso X El Sabio
- Apolonia
- Calvario
- La Viña
- Los Ángeles
- San Antonio
- San Cristóbal
- San Fernando
- San José
- San Juan
- Santa María
- San Pedro
- Santiago